# 2000–2001-es négysánc-verseny
A 2000–2001-es négysánc-verseny, a 2000–2001-es síugró-világkupa részeként került megrendezésre, melyet hagyományosan Oberstdorfban, Garmisch-Partenkirchenben (Németország), valamint Innsbruckban és Bischofshofenben (Ausztria) tartottak 2000. december 29. és 2001. január 6. között.
A torna győztese a lengyel Adam Małysz lett, megelőzve a finn Janne Ahonent és a német Martin Schmittet.

## Eredmények
| Dátum              | Helyszín               | Sánc                             | Győztes        | Második            | Harmadik         |
| ------------------ | ---------------------- | -------------------------------- | -------------- | ------------------ | ---------------- |
| 2000. december 29. | Oberstdorf             | Schattenbergschanze K-115        | Martin Schmitt | Kaszai Noriaki     | Harada Masahiko  |
| 2001. január 1.    | Garmisch-Partenkirchen | Große Olympiaschanze K-115       | Kaszai Noriaki | Dmitrij Vassziljev | Adam Małysz      |
| 2001. január 4.    | Innsbruck              | Bergiselschanze K-110            | Adam Małysz    | Janne Ahonen       | Kaszai Noriaki   |
| 2001. január 6.    | Bischofshofen          | Paul-Ausserleitner-Schanze K-120 | Adam Małysz    | Janne Ahonen       | Andreas Widhölzl |

## Végeredmény
Összetett végeredmény
| Helyezés | Név                | Pontok |
| -------- | ------------------ | ------ |
| 1        | Adam Małysz        | 1045,9 |
| 2        | Janne Ahonen       | 941,5  |
| 3        | Martin Schmitt     | 920,1  |
| 4        | Sven Hannawald     | 885,3  |
| 5        | Stefan Horngacher  | 884,5  |
| 6        | Matti Hautamäki    | 856,8  |
| 7        | Risto Jussilainen  | 826,5  |
| 8        | Martin Höllwarth   | 805,6  |
| 9        | Wolfgang Loitzl    | 791,7  |
| 10       | Tommy Ingebrigtsen | 782,9  |